# Douglas Lloyd Campbell
Douglas Lloyd Campbell, OC (* 27. Mai 1895 in Portage la Prairie, Manitoba; † 23. April 1995) war ein kanadischer Politiker. Er war von 1922 bis 1969 Abgeordneter der Legislativversammlung von Manitoba. Nachdem er den Regierungen von John Bracken und Stuart Garson angehört hatte, regierte er die Provinz vom 13. November 1948 bis zum 30. Juni 1958 als Premierminister. Während dieser Zeit war er auch Vorsitzender der Manitoba Liberal Party.

## Biografie
Campbell arbeitete als Landwirt und Lehrer, außerdem war er Logenmeister der Freimaurerloge von Portage la Prairie. Als Kandidat der Progressive Party of Manitoba kandidierte er im Juli 1922 bei den Wahlen zur Legislativversammlung und wurde im Wahlkreis Lakeside gewählt. Elfmal in Folge gelang ihm die Wiederwahl. 1932 schlossen sich die Progressiven mit der Manitoba Liberal Party zusammen. Ab Dezember 1936 amtierte Campbell als Landwirtschaftsminister im Kabinett von John Bracken. Im Februar 1944 übertrug ihm Stuart Garson zusätzlich die Leitung des für die Manitoba Power Commission zuständigen Ministeriums. In dieser Funktion leitete er ein Elektrifizierungsprogramm für abgelegene Gebiete.
Als Garson in die Bundespolitik wechselte und kanadischer Justizminister wurde, trat Campbell am 13. November 1948 dessen Nachfolge als Premierminister Manitobas an. Gleichzeitig übernahm er den Vorsitz der Manitoba Liberal Party. Seine Regierung war zurückhaltend und konservativ. Sie scheute Investitionen in öffentliche Institutionen (allen voran das Bildungswesen), weshalb die Progressive Conservative Party of Manitoba 1950 die Koalition aufkündigte. Bis 1955 waren alle Orte der Provinz ans Elektrizitätsnetz angeschlossen. Eine weitere Errungenschaft war die Einsetzung der ersten unabhängigen Wahlkommission Kanadas.
Die Wahlen im Juni 1958 ergaben keine klaren Mehrheitsverhältnisse. Campbell wollte zunächst eine Koalition mit der Co-operative Commonwealth Federation bilden. Als die Verhandlungen ergebnislos blieben, trat er am 30. September 1958 als Premierminister zurück, woraufhin Dufferin Roblin eine neue Regierung bildete. Campbell blieb bis 1961 Parteivorsitzender und Oppositionsführer. 1969 strebte er keine Wiederwahl mehr an. Er hatte Lakeside 47 Jahre lang vertreten und ist somit der am längsten amtierende Abgeordnete in der Geschichte der Provinz. In den 1980er Jahren trat er nochmals politisch in Erscheinung, als er öffentlich populistische Bewegungen unterstützte; zuerst die Confederation of Regions Party, danach die Reformpartei Kanadas. Campbell verstarb fünf Wochen vor seinem 100. Geburtstag.